# Ruby R. Levitt
Pour les articles homonymes, voir Levitt.
Ruby R. Levitt est un décorateur américain né le 12 septembre 1907 et mort le 18 janvier 1992 dans le quartier d'Encino à Los Angeles.

## Filmographie partielle
- 1947 : Une vie perdue (Smash-Up, The Story of a Woman) de Stuart Heisler
- 1948 : Lettre d'une inconnue (Letter from an Unknown Woman) de Max Ophüls
- 1948 : Le Sang de la terre (Tap Roots) de George Marshall
- 1950 : Kansas en feu (Kansas Raiders) de Ray Enright
- 1951 : The Fat Man de William Castle
- 1951 : Le Signe des renégats (Mark of the Renegade) de Hugo Fregonese
- 1953 : Le Déserteur de Fort Alamo (The Man from the Alamo) de Budd Boetticher
- 1954 : Le Secret magnifique (Magnificent Obsession) de Douglas Sirk
- 1957 : L'Homme qui rétrécit (The Incredible Shrinking Man) de Jack Arnold
- 1959 : Confidences sur l'oreiller (Pillow Talk) de Michael Gordon
- 1959 : Cette terre qui est mienne (This Earth Is Mine) de Henry King
- 1965 : La Mélodie du bonheur (The Sound of Music) de Robert Wise
- 1971 : Le Mystère Andromède (The Andromeda Strain) de Robert Wise
- 1974 : Chinatown de Roman Polanski
- 1976 : Une étoile est née (A star is born) de Frank Pierson
- 1977 : New York, New York de Martin Scorsese
- 1977 : À la recherche de Mister Goodbar (Looking for Mr. Goodbar) de Richard Brooks